# Джорджо Панаріелло
Джорджо Панаріелло (італ. Giorgio Panariello; нар. 30 вересня 1960) — італійський кіноактор комедійного жанру, телеведучий.

## Біографія
Джорджо Панаріелло народився 30 вересня 1960 у Флоренції. Разом з Карло Конті він починає свою кар'єру на італійському радіо як пародист. Отримує широку популярність, пародіюючи співака Ренато Дзеро. З 1994 Джорджо Панаріелло співпрацює з Леонардо П'єраччіоні і Карло Конті, з якими крім роботи підтримує дружні стосунки. Разом вони створюють комічні шоу на телебаченні, серед яких Vernice fresca, Aria fresca, Videomusic, Telemontecarlo. У 1996 році Панаріелло і Конті починають роботу на телебаченні суспільного каналу RAI. Деякі фрази створених Панаріелло персонажів міцно входять в ужиток, підхоплені народом. В 90-ті роки Джорджо Панаріелло поповнює ряди нових коміків, серед яких Антоніо Албанезе, Альдо, Джованні і Джакомо, Леонардо П'єраччіоні. У 1996 році дебютує в кіно, у фільмі режисера Уго Кіті «Римський готель» і відразу після цього у блискучій комедії Умберто Маріно «Нарешті одні». У 1999 році створює фільм «Bagnomaria», антологію своїх персонажів, як режисер. Через рік — фільм «У потрібний момент». У 2005 році Леонардо П'єраччіоні запрошує його в свій фільм «Люблю тебе на всіх мовах світу», який став найкасовішим фільмом року. У 2007 знімається в фільмі Фаусто Бріцці «Ніч перед іспитом — Сьогодні», а в 2008 в фільмі Вінченцо Салемме «Ніяких проблем». У 2000 Джорджо Панаріелло веде суботнє вечірнє телешоу Torno sabato, з виступом коміків і іменитих гостей, таких як Ренато Дзеро, Шарль Азнавур, Софі Лорен, Лучано Паваротті. У 2006 Джорджо Панаріелло представляє престижний музичний фестиваль Сан-Ремо.